# Urdíroz
Urdíroz (en euskera Urdiotz) es un antiguo concejo del municipio español de Arce, en la provincia de Navarra. El 25 de octubre de 1990 se extinguió como concejo y pasó a ser un lugar. En 2005 tenía 5 habitantes.